# Arturo Pomar Jr.
Arturo Leonardo Pomar Baldovino, más conocido como Arturo Pomar Jr. (Lima, 27 de marzo de 1968), es un baterista, actor, presentador y rapero peruano. Formó parte del cuarteto de rock Arena Hash como baterista.
Es hijo del reconocido locutor de noticias Arturo Pomar Gutiérrez (1930-1993).

## Arena Hash
En 1985 junto a Pedro Suárez-Vértiz, Patricio Suárez-Vértiz y Alex Kornhuber forman Arena Hash, en 1987 tras la salida de Alex Kornhuber y el ingreso de Christian Meier graban su primer disco y nace uno de los cuartetos más importantes en la historia del rock peruano. Las altas ventas de discos, récords de estadios llenos, hicieron que la banda gozara de una gran popularidad y es considerada una de las más importantes en la historia de rock peruano. Junto a Arena Hash grabó dos discos: Arena Hash (1988) y Ah Ah Ah (1991), y en 1992 la banda se disuelve por los caminos distintos de cada uno de los integrantes.

## Carrera solista
Mientras sus excompañeros siguieron con la música, Arturo participó en algunos programas televisivos internacionales y locales.
En el año 2000 graba un disco en solitario de estilo rap - hip hop titulado “Pega” con temas muy rítmicos.
El primer sencillo fue el tema "Pega", canción con mucha acogida en ámbitos de lucha y contacto y  que además se le adjudica como El primer videoclip de hip hop en el Perú y que contó con la participación de boxeadores y exboxeadores como Mario Broncano entre otros, luego le seguiría como siguiente sencillo el tema "Kangrejo II", que viene a ser una segunda versión del tema "Kangrejo" original de Arena Hash.
Radica en USA desde el 2001. Se casó el año 2012.
El 2023 lanzó su disco "Nuestro secreto" con ritmo criollo.

## Discografía
Con Arena Hash
- Arena Hash (1988)
- Ah Ah Ah (1991)

Como solista
- Pega (2000)